# Wondelgemvoetbrug

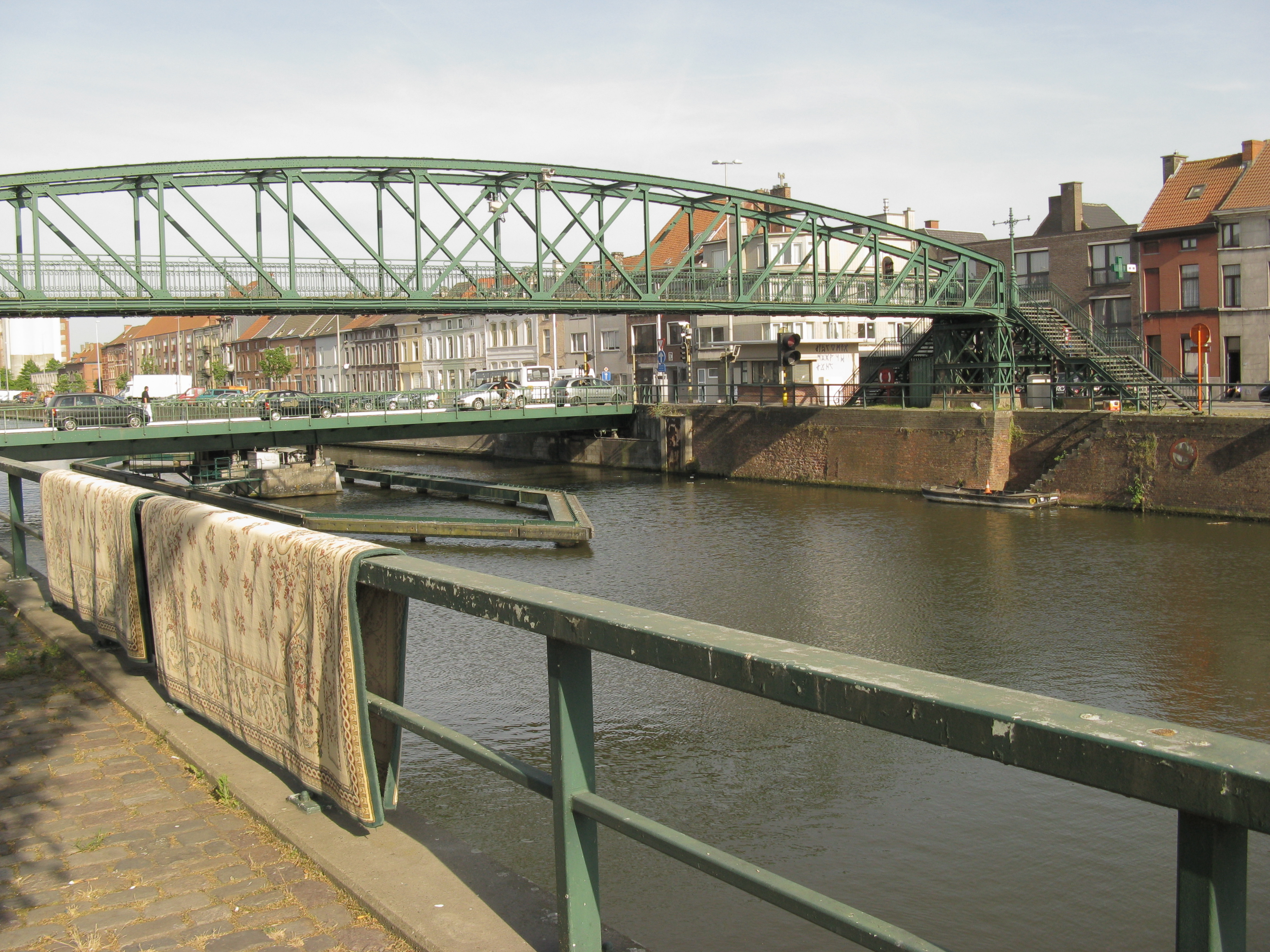
Voetbrug

De Wondelgemvoetbrug is een voetgangersbrug over het Verbindingskanaal in de Belgische stad Gent. De ijzeren vakwerkbrug is gebouwd tijdens de Eerste Wereldoorlog en is sinds 1997 een beschermd monument.

## Geschiedenis
De brug werd gebouwd tijdens de Duitse bezetting en is een van de weinige Gentse overblijfselen in verband met de Eerste Wereldoorlog. Ze werd gebruikt om gewonden vanaf het station Gent-Rabot naar het militair hospitaal (tegenwoordig Museum Dr. Guislain) te brengen.
De voetgangersbrug werd samen met de naastliggende wegbrug (Wondelgembrug) vervangen in 1980.
In 2024 renoveert De Vlaamse Waterweg de brug.